# Cyathea lanuginosa
Cyathea lanuginosa là một loài dương xỉ trong họ Cyatheaceae. Loài này được Jungh. mô tả khoa học đầu tiên năm 1845.
Danh pháp khoa học của loài này chưa được làm sáng tỏ. 